# قطعنامه ۲۳۴ شورای امنیت
قطعنامه  ۲۳۴ شورای امنیت سازمان ملل متحد که در تاریخ ۰۷ ژوئن ۱۹۶۷ تصویب شد، سندی بین‌المللی دربارهٔ وضعیت خاورمیانه است. این قطعنامه طی نشست ۱۳۵۰ام 
با ۱۵ موافق،۰ مخالف و۰ ممتنع تصویب شد.